# Annibale Brivio Sforza, XII marchese di Santa Maria in Prato
Annibale Brivio Sforza, XII marchese di Santa Maria in Prato (Milano, 3 luglio 1892 – Milano, 20 gennaio 1988), è stato un nobile, diplomatico e numismatico italiano.

## Biografia

### Infanzia
Annibale Brivio Sforza nacque a Milano il 3 luglio 1892, figlio di Giacomo Brivio Sforza (1819-1901), X marchese di Santa Maria in Prato, e della sua seconda moglie Angela Clerici. Apparteneva al ramo primogenito della famiglia Brivio, antica casata del patriziato milanese.

### Carriera militare e diplomatica
Durante la prima guerra mondiale, fu arruolato e prestò servizio al fronte tra il 1916 e il 1918. Al termine del conflitto ricevette la Croce di guerra al valor militare.
Congedatosi dal servizio, intraprese la carriera diplomatica. Fu nominato attaché presso l'ambasciata italiana in Belgio e in seguito svolse incarichi anche nei territori coloniali dell'Impero coloniale italiano, maturando esperienze tra il Nordafrica e il Mediterraneo orientale.

### Attività numismatica
Durante gli anni di servizio all'estero, sviluppò una collezione numismatica dedicata alla monetazione greca e romana dell'Italia meridionale e delle coste nordafricane. Pubblicò anche uno studio sulla monetazione di Crotone, avvalendosi delle ricerche effettuate da Giangiacomo Trivulzio, nonno della moglie. L'attività in ambito numismatico lo mise in relazione con il re Vittorio Emanuele III, noto collezionista, che lo ammise al servizio di corte come gentiluomo della principessa di Piemonte, Maria José del Belgio.

### Ultimi anni e morte
Il 27 maggio 1961 ottenne da Umberto II d'Italia, allora in esilio, il riconoscimento del titolo di Marchese di Santa Maria in Prato per sé e per i propri discendenti, con provvedimento di grazia concesso secondo le norme della nobiltà ex regia.
Morì a Milano nel 1988.

## Matrimonio e figli
Il 23 maggio 1917, Annibale sposò a Milano la principessa Marianna Trivulzio, figlia di Luigi Alberico, II principe di Musocco e IX marchese di Sesto Ulteriano, e di sua moglie Maddalena Cavazzi della Somaglia. La coppia ebbe insieme i seguenti figli:
- Giacomo (1918-1994), XIII marchese di Santa Maria in Prato, sposò Adriana Gulinelli
- Angela Maddalena (1919-2005), sposò Giovanni Jacini, II conte di San Gervasio
- Luigi Alberico (1921-2002), sposò Maria Isabella Cenami Spada
- Maria Isabella (1923-?), sposò Luigi Medici del Vascello, II marchese del Vascello
- Gianfrancesco (1926-1997), sposò Grazia Maria Borsini
- Margherita (1930-?), sposò Carlo Orombelli

## Ascendenza
|                                                              |  |                                                          | Genitori                                               |  |  | Nonni |  |  | Bisnonni                                                    |  |  | Trisnonni                                           |  |
|                                                              |  |                                                          |                                                        |  |  |       |  |  | Cesare Brivio Sforza, VIII marchese di Santa Maria in Prato |  |  | Sforza Brivio, VII marchese di Santa Maria in Prato |  |
|                                                              |  |                                                          |                                                        |  |  |       |  |  | Cesare Brivio Sforza, VIII marchese di Santa Maria in Prato |  |  | Sforza Brivio, VII marchese di Santa Maria in Prato |  |
|                                                              |  | Teresa Visconti di Modrone                               |                                                        |  |  |       |  |  | Cesare Brivio Sforza, VIII marchese di Santa Maria in Prato |  |  |                                                     |  |
| Annibale Brivio Sforza, IX marchese di Santa Maria in Prato  |  |                                                          |                                                        |  |  |       |  |  | Cesare Brivio Sforza, VIII marchese di Santa Maria in Prato |  |  |                                                     |  |
|                                                              |  | Isabella Durini di Monza                                 | Gian Giacomo Durini, IV conte di Monza                 |  |  |       |  |  |                                                             |  |  |                                                     |  |
|                                                              |  | Isabella Durini di Monza                                 | Gian Giacomo Durini, IV conte di Monza                 |  |  |       |  |  |                                                             |  |  |                                                     |  |
|                                                              |  | Isabella Durini di Monza                                 | Marianna Ruffino                                       |  |  |       |  |  |                                                             |  |  |                                                     |  |
| Giacomo Brivio Sforza, X marchese di Santa Maria in Prato    |  | Isabella Durini di Monza                                 |                                                        |  |  |       |  |  |                                                             |  |  |                                                     |  |
|                                                              |  | Francesco Barbiano di Belgioioso, VI conte di Belgioioso | Galeotto Barbiano di Belgioioso, V conte di Belgioioso |  |  |       |  |  |                                                             |  |  |                                                     |  |
|                                                              |  | Francesco Barbiano di Belgioioso, VI conte di Belgioioso | Galeotto Barbiano di Belgioioso, V conte di Belgioioso |  |  |       |  |  |                                                             |  |  |                                                     |  |
|                                                              |  | Francesco Barbiano di Belgioioso, VI conte di Belgioioso | Maria Francesca Rossi di San Secondo                   |  |  |       |  |  |                                                             |  |  |                                                     |  |
| Francesca Barbiano di Belgioioso                             |  | Francesco Barbiano di Belgioioso, VI conte di Belgioioso |                                                        |  |  |       |  |  |                                                             |  |  |                                                     |  |
|                                                              |  | Daria Opizzoni                                           | Conte Francesco Opizzoni                               |  |  |       |  |  |                                                             |  |  |                                                     |  |
|                                                              |  | Daria Opizzoni                                           | Conte Francesco Opizzoni                               |  |  |       |  |  |                                                             |  |  |                                                     |  |
|                                                              |  | Daria Opizzoni                                           | Paola Trivulzio                                        |  |  |       |  |  |                                                             |  |  |                                                     |  |
| Annibale Brivio Sforza, XII marchese di Santa Maria in Prato |  | Daria Opizzoni                                           |                                                        |  |  |       |  |  |                                                             |  |  |                                                     |  |
|                                                              |  |                                                          |                                                        |  |  |       |  |  |                                                             |  |  |                                                     |  |
|                                                              |  |                                                          |                                                        |  |  |       |  |  |                                                             |  |  |                                                     |  |
|                                                              |  |                                                          |                                                        |  |  |       |  |  |                                                             |  |  |                                                     |  |
| Carlo Clerici                                                |  |                                                          |                                                        |  |  |       |  |  |                                                             |  |  |                                                     |  |
|                                                              |  |                                                          |                                                        |  |  |       |  |  |                                                             |  |  |                                                     |  |
|                                                              |  |                                                          |                                                        |  |  |       |  |  |                                                             |  |  |                                                     |  |
|                                                              |  |                                                          |                                                        |  |  |       |  |  |                                                             |  |  |                                                     |  |
| Angela Clerici                                               |  |                                                          |                                                        |  |  |       |  |  |                                                             |  |  |                                                     |  |
|                                                              |  |                                                          |                                                        |  |  |       |  |  |                                                             |  |  |                                                     |  |
|                                                              |  |                                                          |                                                        |  |  |       |  |  |                                                             |  |  |                                                     |  |
|                                                              |  |                                                          |                                                        |  |  |       |  |  |                                                             |  |  |                                                     |  |
| Teresa Bianchi                                               |  |                                                          |                                                        |  |  |       |  |  |                                                             |  |  |                                                     |  |
|                                                              |  |                                                          |                                                        |  |  |       |  |  |                                                             |  |  |                                                     |  |
|                                                              |  |                                                          |                                                        |  |  |       |  |  |                                                             |  |  |                                                     |  |
|                                                              |  |                                                          |                                                        |  |  |       |  |  |                                                             |  |  |                                                     |  |
|                                                              |  |                                                          |                                                        |  |  |       |  |  |                                                             |  |  |                                                     |  |